# コンスタント・ニーヴェンホイス

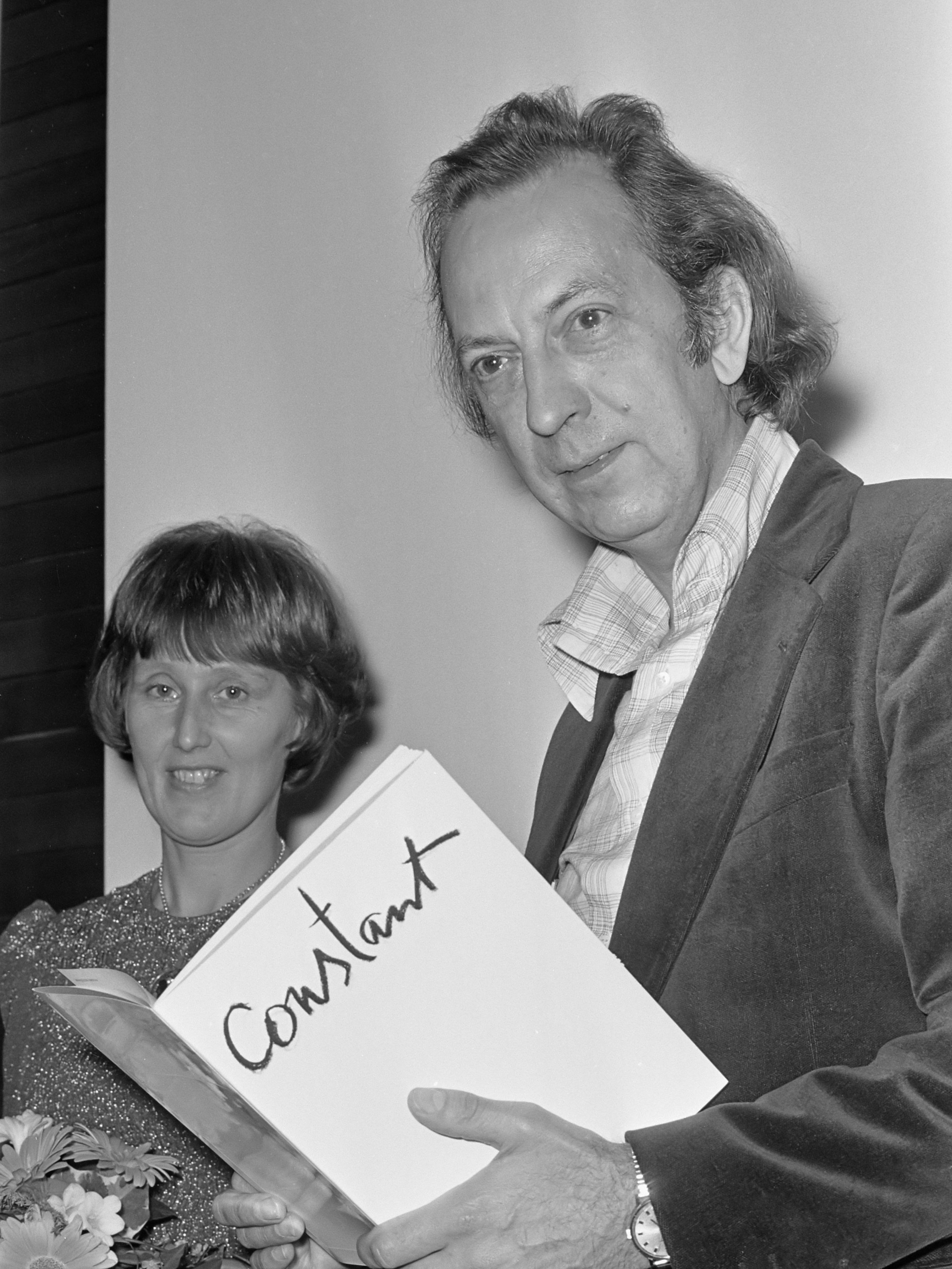
コンスタント・ニューウェンフイス（1974）

コンスタント・アントン・ニーヴェンホイス（Constant Anton Nieuwenhuys、1920年7月21日 - 2005年8月1日）は、 Constantとしてよく知られるオランダの画家、彫刻家、グラフィックアーティスト、作家、音楽家。 

## 初期
コンスタントは、1920年7月21日にアムステルダムでピーター・ニューウェンスとマリア・コルネリセンの長男として生まれた。次男であるJan Nieuwenhuysは、1年後に生まれた。 彼らの両親は芸術に明白な興味を持っていなかったが、両方の息子は芸術家になった。  
幼い頃、コンスタントは情熱的に絵を描き、素晴らしい才能を示した。 彼は詩を特に好み、文学を読み、楽器を演奏した。 10代の間に、彼はイエズス会の学校の教会合唱団にいる間に歌うことと音楽を読むことを学んた。 彼の晩年は、ジプシー音楽に大きく影響を受け、即興音楽のみを演奏した。 彼はギター、バイオリンを演奏し、45歳でシンバロンの演奏も習得した。  
コンスタントは、16歳で最初の油絵、 DeEmmaüsgangersを描いた。 それはエマオの信者二人へのイエスの啓示を描写していた。材料を買うお金がなく、彼は購入した顔料でジュートシュガーバッグにこの絵を描いた。コンスタントの初期のドローイングと絵画の多くはイエズス会の教育を受け、宗教的に影響を受けている。それでも、20歳になるとコンスタントはカトリックに背を向けた。  
コンスタントは美術工芸学校で1年間勉強した後、1939年から1941年まで、国立美術館のベルクデンデ美術館に通っていた。ここの職人技教育は、コンスタントが多くの構造やモデルを構築した彼の「ニューバビロン」時代に特に活用された。 
コンスタントは1941年から1943年までベルゲンに住んで働いた。ベルゲンセスクールを通じて、彼はポール・セザンヌの作品を紹介された。1942年のZelfportret （Self Portrait）で明らかなように、彼に深い影響を与えた   。1942年7月13日、彼は作曲家ヤコブ・ファン・ドムセラーの娘であるマティ・ファン・ドムセラーと結婚した。  
ベルゲン市は1943年にドイツ人によって占拠されたので、コンスタントとマティーはアムステルダムに戻る。この間、コンスタントはアルベイツァインサッツ （ドイツ人への労働力供給）を回避するために、カルトゥールカマー （ナチの文化会議所）に隠れて登録を控えた。 このため彼はこのころ自分の技術を行使したり、画材を購入したりすることができなかった。コンスタントは描くときはテーブルクロスとベッドリネンを使用し、それらを洗い流して再び開始する必要があった。 
戦争中、コンスタントの義理の弟であるヤープ・ファン・ドームセラは「アルベイツァインサッツ」から身を隠すためにアパートに引っ越してきた。コンスタントをプラトン 、 スピノザ 、 デカルト 、 カント 、 ヘーゲル 、 マルクスに紹介した。特に後者は、アートと社会に関する彼の後のアイデアに関してコンスタントに大きなインスピレーションを与えた。  
1944年の冬の飢饉の時期、コンスタントの長男、ビクター・ニーウェンホイスが誕生。 戦後、コンスタントと妻と息子はベルゲンに戻り、1946年にアムステルダムに戻り、 アルティス動物園の向かいのアパートに住んでいた。 戦争が終わってからコンスタントは何年もの監禁と制限の末、アーティストとして拡大し成長することができ、そして芸術的に自身を解放し、それを芸術制作の複数の技術で実験した。 彼はキュービズム 、特にジョルジュ・ブラックに触発された。 1946年に娘マーサが生まれ、1948年に娘オルガが続いた。  

## コブラ
1946年、コンスタントは初めてパリに旅行し、デンマークの若手画家アスガー・ジョーンにで会う。 ジョーンとコンスタントの友情は後に、前衛的運動であるコブラ（CoBrA）の基礎を形成した。  
1948年7月コンスタントはCorneille 、カレル・アペルと兄弟Jan Nieuwenhuysと　Experimentele Groep in Holland Reflex を設立。 雑誌「 リフレックス 」の初版は、コンスタントが書いたマニフェストとともに発行された。 コンスタントのアートは実験的でなければならなかった。彼はこれをフランス語の「経験」から差し引いており、芸術は芸術家の経験から生まれ、絶えず変化していると信じていた。 マニフェストで彼は、作品自体よりも作成のプロセスが実験的アーティストにとってより重要であると述べる。それは精神的、精神的な豊かさを達成する手段で、また、実験的なアーティストの作品は、美に対する一般的な認識の変化の鏡像であった。  

コンスタント、コルネイユ、アペルは、まったく異なる3人のキャラクターとアーティストであり、イノベーションを追求するために結束。彼らは彼らの作品を一緒に展示し、ヨーロッパのアートシーンでしばしば一緒に見られた。 3人の放浪癖は特に悪名高い。
その後、パリのカフェノートルダムのテラスで1948年にオランダのExperimentele GROEPをリンクアップクリスチャン・ドトレモントとジョゼフ・ノワレベルギー、アスガー・ジョーンらと形成し、ドトレモントによってそれぞれの出身地：コペンハーゲン、ブリュッセル、アムステルダムの頭文字からCoBrA、という名前が作られた。メンバーは、絵画の美学とブルジョワアート全般に反対した。  
コンスタントはすでに Reflexマガジンのマニフェストで彼らのアイデアを概説していた。このマニフェストには、彼の有名な別の引用の1つ「絵画は色と線の構造ではなく、動物、夜、叫び、男、またはこれらすべてを合わせたものです」が述べられている。 
コンスタントは、CoBrA期間中作品を多く生み出し、ホワイトバード （1948）、ラダー （1949）、 焦土1 （1951）は、この時代の彼の著名な作品の一部である。 現時点で、CoBrAは速報を公開し、多くの異なる分野の追加のアーティストが仲間入りした。1948年、コンスタントは詩人のゲリット・クーウェナーと一緒に、詩のアルバム 『 ゲデ・モルゲン・ハーン 』を出版した。  さらに、2つの大きなCoBrA展示会があり、1つは1949年にアムステルダムで、もう1つは1951年にリエージュで開催された。 
アムステルダム市立アムステルダム美術館 （ アムステルダム市立美術館）の責任者であるウィレムサンドバーグは 、若いアーティストを非常に支持し、作品を展示するための7つの広い部屋を提供することでCoBrAグループを完全にサポートした。 CoBrAの作品のほとんどはお金がないためにかなり小さかったため、サンドバーグはアーティストに展覧会の前の週にいくつかの大きな作品を作成するため時間を与えた。コンスタント、コルネイユ、アペル、 ウジェーヌの各ブランドは、ムーブメントの象徴となるいくつかの大きな芸術作品を生み出した。建築家のアルド・ファン・アイクは、展覧会を形作るために依頼された。そして芸術作品とそれらが提示された方法は、報道機関と一般の人々から厳しい批判を引き起こす。 Het Vrije Volkの批評家から CoBrAアーティストは、スクリブラーや詐欺師と見なされていた。  
1951年のリエージュ展では、アムステルダム市立美術館の展覧会よりもさらに大きなCoBrAグループが解散し、10版目の速報が発行された。スポークスマンであるクリスチャン・ドトレモントが1962年にミュージアムニュースで述べたように、このグループは通常のアーティストインタレストグループになるのではなく、むしろ「ムールアンボーテ」（美の死）を望んでいたのである。  

## 状況主義インターナショナル

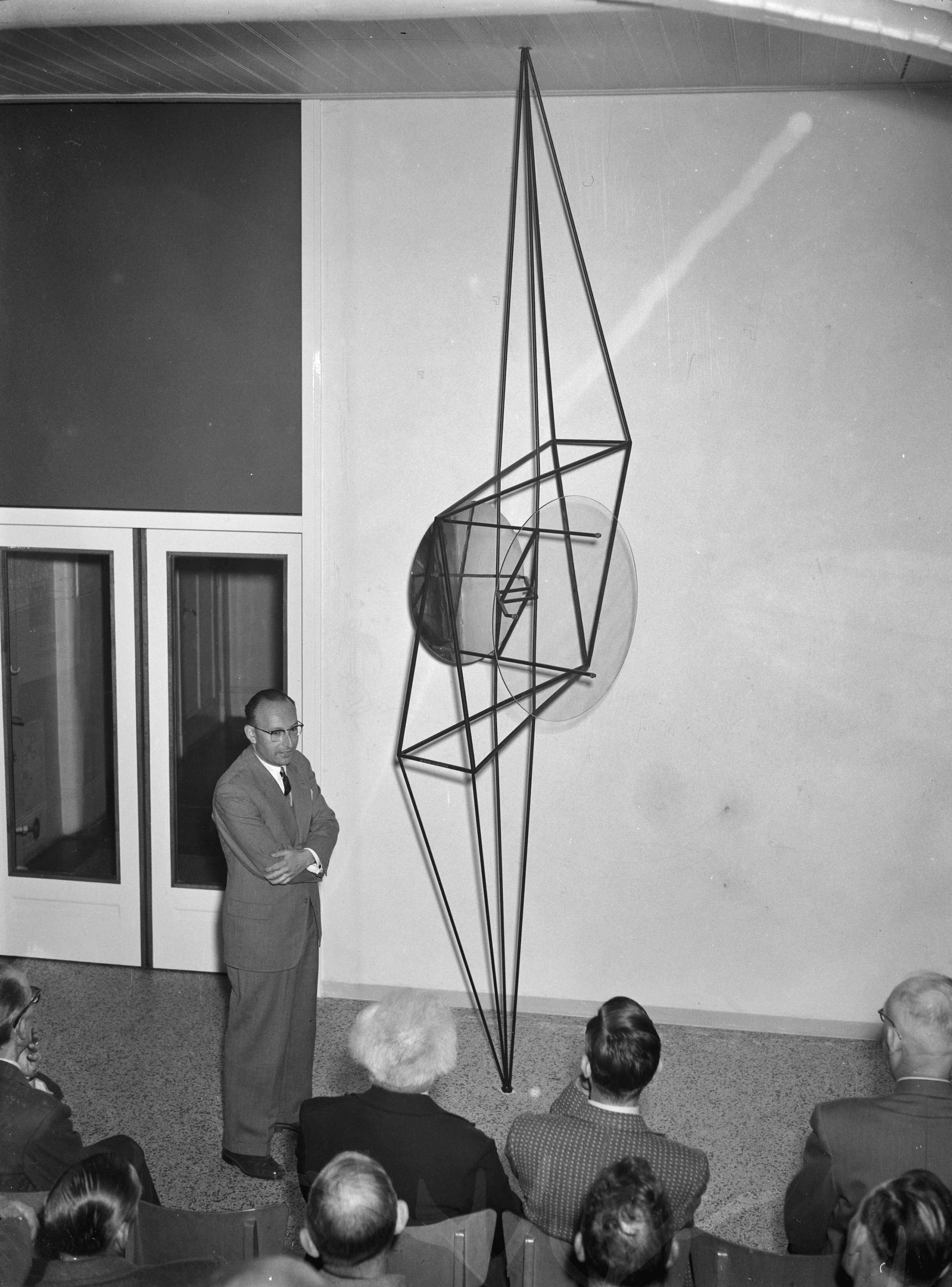
アルダーマンファンデルベルクはコンスタントニューウェンフイスのワイヤー彫刻、1956年

CoBrA のあと、作品がより抽象的なものになっていった。1952年の夏にアムステルダムに戻って、彼は空間建築と3次元作品への関心を高め。 彼はCoBrAの期間中に出会ったアルド・ファン・アイクとともに、1952年から1953年までアムステルダムの都市美術館で「男と家」展のためのスペースを作りだす。 1954年に彼はヘリット・リートフェルトとのプロジェクトに取り組んだ。 彼らは一緒に、 Bijenkorf倉庫のモデルハウスを作りだした。 
1952年、コンスタントはイギリスの芸術評議会から3か月ロンドンに留学するための奨学金を受け取る。 そこで彼は、 ヘンリー・ムーア 、 アンソニー・ヒル 、 ケネス・マーティン 、 ベン・ニコルソン 、 バーバラ・ヘプワース 、 ロジャー・ヒルトン 、 ビクター・パスモアと会った 。ロンドンのアート風土をとても歓迎し、パリとは対照的に、コンスタントは芸術がより客観的に判断されたと感じた。 
当時、コンスタントはケンジントンガーデンズ近くに住んでいて、被爆した街を毎日歩いていると、人々はどのように暮らし、どのように都市を建設すべきか疑問に思い始めた。 彼がロンドンに滞在したことで、私たちを取り巻く構造が私たちにどのように影響を与えているかについての意識が高まり、その時代の構造は、ほとんどが実用的で途方もなく鈍く、遊び心のあるクリエイティブなライフスタイルを開発する余地はないと感じていた。  
1956年の夏に、 アスガー・ヨルンはコンスタントをイタリアのピエモンテ州アルバに招待し、「ムーヴメントがバウハウスのイマジニステを注ぐ」（ イマジニストバウハウスのための国際運動 ）が主催する「産業と美術」に特化した会議に招待した。この会議でコンスタンは彼の講義「 Demain lapoésielogera la vie」を発表し、創造的なライフスタイルを妨げるのではなく刺激することができる無料の建築を懇願した。 1952年にギー・ドゥボールは、作家、映画製作者、戦略的活動家であったレットリストインターナショナルを設立した。「レットリスト・インターナショナル」もアルバ会議に参加しており、彼らは単一のアーバニズム （芸術と技術の統合）を求めた。 その年の後半に、コンスタントはアルバのデボールドを訪れた。それは両方のインスピレーションであることが証明された。 
デボールドは、芸術と生活の境界の完全な解消である心理地理学の問題にのみ焦点を当てながら、芸術の領域を完全に放棄する、さらに過激な運動を確立したいと考えていた。 1957年に彼とアスガー・ジョーンはシチュアシオニスト・インターナショナルを確立してバウハウスImaginistと国際Lettristのための国際運動をまとめる。彼らは特に芸術運動としての地位を否定した。  
コンスタントは当時SIに加入してはいなかった。 彼は、その運動が共通の目標よりも心に自分の興味を持っているアーティストによって主に確立されているように思われたという理由でSIに反対した。 コンスタントとデボールドによって定義されているように、SIが「 単一アーバニズム 」を公然と訴えたとき、コンスタントが参加。彼とDebordの間の集中的な通信が続いた。コンスタントは、フランスのSIジャーナルに関する理論的な記事をいくつか書いたり、パリのいくつかの美術館やアムステルダムのアムステルダム市立近代美術館でイベントを上演したり、1959年にニューバビロンシリーズを展示したりした。 
1959年のニューバビロンショーの成功により、SIは1960年4月〜5月にそこでグループ展を計画。この展覧会は行われなかった。グループ内の意見の相違により、分裂といくつかの追放が発生。1960年に、コンスタントは当初参加を拒否したのと同じ理由でグループを去る。1961年までに、デボールド自身を除いて、誰も元の芸術的核心または傾向を維持していなかった。 しかし、SIの政治的傾向にもっともコミットしているメンバーは残った。 

## ニューバビロン
アムステルダムに戻ってロンドンに滞在した後、ニューウェンホイスは主に建築と都市環境に焦点を当て始めた。 彼の作品の焦点は、創造的な表現の余地がある日常生活の強化において、潜在的な付加価値アートが提供できるものを見つけることであった。 彼は1956年から1974年まで、彼のニューバビロンプロジェクトだけに取り組むために絵画は中断。 
New Babylon Nieuwenhuysは、土地が共同で所有される「未来のための世界規模の都市」を想定しており、作業は完全に自動化されており、作業の必要性は創造的な遊びの遊牧生活に置き換えられている。 ニューバビロンには、労働から解放され、芸術を作る必要がないホモ・ルーデンスが住んでいる。人生の日常的な実践において創造的であることができるからである。  

Nieuwenhuys自身の言葉で： 
 ニューバビロンのプロジェクトは、可能な限り自由にしておかなければならない行動のための最小限の条件を与えることだけを意図しています。 動きの自由の制限、気分や雰囲気の作成に関する制限は避けなければなりません。すべてが可能であり続け、すべてが起こり、環境は生命の活動によって創造されなければならず、その逆はありません。  
 ニューバビロンプロジェクトは、コンスタンの都市開発と社会的相互作用に関する理論を表現する一連のモデル、構造、 マケット 、 コラージュ 、図面、グラフィックス、テキストで構成されていた。 彼がステンレス鋼、アルミニウム、 パースペックスなどの現代的な材料を使用した空間構造のいくつかの例は、 Het Ruimtecircus （1956）（Spatial Circus）およびHet Zonneschip （1956）（Sunvessel）である。  
1974年、ニューバビロンプロジェクトは正式にGemeentemuseum Den Haagでの大規模な展示会で終わる。  建築物、模型、地図、構造物の膨大なコレクションを保管するスペースがなかったため、すべてを博物館に売却。1999年にコンスタントのニューバビロン：シティフォーアナザーライフがニューヨークのドローイングセンターにオープンした。 それは彼の米国での最初の個展であり、 マーク・ウィグリーによってキュレーションされ、展覧会に合わせてシンポジウムが行われた。 
オランダの建築家レム・コールハースによれば、ニューウェンホイスは多くの建築家に彼のニューバビロンで「彼は勇気の模範となって」考えさせたという。 

## カラリズム
コンスタントは1969年に絵画、水彩、グラフィックに復帰。 1970年代の半ばまで、彼の架空の世界であるニューバビロンの主題は、彼の作品で依然として混雑していた。  しかし、ますます、彼はベトナム戦争、アフリカの飢饉、コソボ難民などの現代的および政治的問題に触発された。 マルクス主義は強い影響力と ルディ・フックスは、1995年のコンスタントペインティングのカタログのまえがきで、このように語っている。「しかし、私はこの意見を共有していない。私が彼の1970年代以降の発達を絵画の庭へのより大きな浸透と考えるからである。」 
ベネチアのルネサンスの画家、 ティツィアーノとティントレットの伝統を、コンスタントは色彩技法を自分自身の作に適用。 この技法に従って、アーティストは木炭や鉛筆のスケッチを利用せず、絵筆でキャンバスに直接色を用いて鋭い輪郭の代わりに柔らかな遷移を構築。この技法の最も重要な特徴は光を色に統合することにより絵画で光を表現する方法で、このテクニックは面倒であるが絵はレイヤーごとに生き生きとしていく。ただし油絵の具をキャンバスに塗った後、彼が塗ったすべての層を乾かす必要があった。この期間、コンスタントは毎年3〜4枚の絵をわずかに制作。  

## 公共スペース

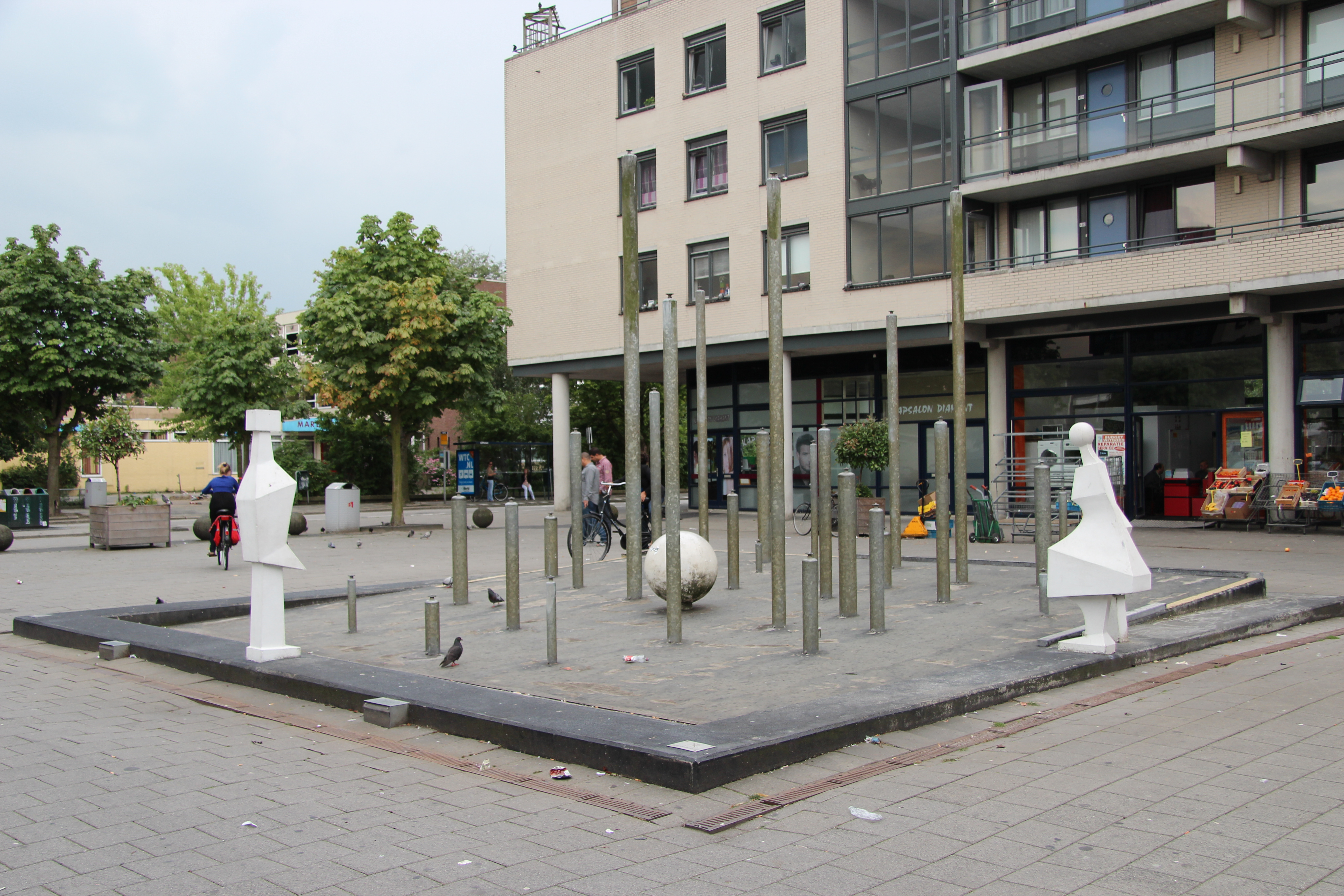
一定のニューウェンハウスの噴水-1970年、 ライデンの Kooiplein

1949年、コンスタンはデンマークのシェルランドにあるティビルケルンデの庭の壁を飾った。  
1963年、コンスタントゲートはアムステルダムの西側にあるスポーツパークの入り口に設置されました。 コンスタントは、アムステルダム市の委員会として高さ40フィートのコンクリート構造物を設計。 ほぼ30年の間、この構造は匿名でエントランスを飾っていた。それまでは、自治体の元従業員であるRita Doetsが遺産の前にお金を残し、門の隣に案内標識を建てていた。コンスタントの未亡人、Trudy Nieuwenhuijsが就任式に出席。 
1966年、コンスタントはライデンのクープレインに噴水を設計。 何年もの間、構造は機能せず、ゆっくりと衰退。 広場が1999年に再設計されたとき、噴水も修復された。 新しい機器により、買い物客が水に煩わされることがなくなることとなる。 

## 死去
コンスタントは2005年8月1日に亡くなり、息子と3人の娘、および未亡人と彼女の娘らがこのされた。 

## 映像作品
ジャイロモルフォシス（1958）、7分　-　ジャイロモルフォシスでは、映画製作者のハイハーシュがコンスタントニューウェンホイスの新しいバビロン構造の速度論的品質の表示に努めている。 彼は1つずつ構造の一部を動かし、色のついた照明で詳細を撮影し、それらが重なり合って現れたり消えたりする。 彼は作品自体が示唆する加速とサスペンスの感覚を作り出している。  
コンスタントのニューバビロン（1962年）ーサイモン・ヴィンクヌークを伴って、15分　-　リース・ウェステンバーグは、作家のサイモン・ヴィンクヌークと一緒に彼のスタジオでコンスタントを訪れる。 Simon VinkenoogとConstantは、ニューバビロンプロジェクトの背後にあるアイデアについて話し合っていた。 
コンスタントオーデルデルウェグナハニューバビロン（1968）、55分　-　10年間。コンスタントは建築と社会の現実への反応として彼のニューバビロンプロジェクトに取り組んだ。 映画製作者のカールハインツ・カスパリはコンスタントと彼のビジョンに従っている。 
コブラ、秩序に対する反乱（1986）、50分 　-　COBRAグループの意味と影響についてのJan Vrijmanによるドキュメンタリー。  
コンスタント、アヴァントルデパル（2005）、82分 　-　 コンスタントは2005年の夏に亡くなる。 Thomas DoebeleとMaarten Schmidtは、彼の人生の最後の数か月間のアーティスト姿を撮影。最後の絵Le Piègeを終えたアーティストのスタジオに、彼の犬、Tikusと日常の散歩と続く。  
ニュー・バビロン・デ・コンスタント（2005）、13分  - コンスタントの息子ビクター・ニューウェンホイスとマールティー・セイファートが視覚的に捉えたニュー・バビロン。  

## 展示会
これは、長年にわたるコンスタントの展示会の不完全なリスト 
- 1940 アムステルダムのアルデリンクアートギャラリーで（ハンスヴィースマンと共に、コンスタントの最初の展覧会）
- 1947 アムステルダムのサンティーランドウィアーアートギャラリー（コンスタントでの最初の個展）
- 1953 アムステルダムコンスタントのアムステルダム市立近代美術館での空間色彩のためにアルドファンアイク
- 1956 XXVIII Esposizione Biennale Internazionale d'Arte、 ヴェネツィア
- 1959 II。 ドキュメンタ 、カッセル
- 1959年 コンスタント アムステルダム市立近代美術館の構造とモデル
- 1961 ニー（シック！ ） Stedelijk Museum Schiedamのバビロン
- 1964年 4。 ドクメンタ、カッセル
- 1964 アカデミーロイヤル、コペンハーゲン
- 1964–1965 '45 -'85 Gemeentemuseum Den Haag
- 1966 ベニスのビエンナーレ ニューバビロン （オランダを代表するコンスタント）
- 1967オスロのクンストネネス・フスでのニューバビロン
- 1974 ニューバビロン 、 Gemeentemuseum Den Haag [15]
- 1974–1975  自由の実例[ドローイング1945-74]アムステルダムアムステルダム市立近代美術館
- 1978 コンスタント 絵画1969-77アムステルダムアムステルダム市立近代美術館
- 1980 コンスタント 絵画1940-1980 、Gemeentemuseum Den Haag
- 1985 1975年から 1985年までの作品 、ユトレヒトの中央博物館
- 1985 Arbeiten auf Papier 1948-1985 、Kultur-historischen Museum der Stadt Bielefeldt
- 1986 コンスタント 1945-1983 、 レイニッシュランド美術館
- 1993 コンスタント デッサン 、Gemeentemuseum Den Haag
- 1994 コンスタント モデル/構造 、Gemeentemuseum Den Haag
- 1994–1995 コンスタント Œuvreprijs1994 、 シャボット美術館 、ロッテルダム
- 1996 コンスタント：絵画1948-1995 、 アムステルダム市立近代美術館 、ノルディランズ美術館、オールボー
- 1997 Situacionistes。 アート、政治、アーバニズム 、 バルセロナ美術館 （MACBA）
- 1998 コンスタント、エッチング、リトグラフ 、 ベラスアルテスデカラカス美術館 、 ベネズエラ
- 1998–1999 Constant-New Babylon 、 Witte de With（Centrum voor hedendaagse kunst） 、ロッテルダム
- 1999 Another City for Another Life：Constant's New Babylon 、The Drawing Center 、New York
- 2001 コンスタント、内省的 、 ピカソアンティーブ美術館
- 2002 コンスタント New Babylon 、Documenta 11、Platform 5、 Kassel Hauptbahnhof
- 2004年コンスタント グラフィック 、 コブラ美術館
- 2005–2006 コンスタントへのオマージュ 、Gemeentemuseum Den Haag
- 2006 Play！ 遊びの芸術 、コブラ博物館
- 2008–2009 コンスタント 彼のスタジオで 、Stedelijk Museum Schiedam
- 2009年。 MACBAコレクション。 新たな買収 、バルセロナ現代美術館
- 2009 Intensely Dutch 、オーストラリア、シドニーのニューサウスウェールズ州立美術館
- 2011 クレーとコブラ。 Ein Kinderspiel 、 Zentrum Paul Klee 、ベルン、スイス
- 2012 クレーとコブラ。 チャイルドプレイ 、 ルイジアナ近代美術館 、 フムルベックアンドコブラ博物館

## パブリックコレクション
コンスタントの作品は、次のパブリックコレクションに所蔵されている 
オランダの美術館
- Amsterdam Museum (formerly known as Amsterdam's Historical Museum)
- Bonnefanten Museum, Maastricht
- Centraal Museum, Utrecht
- Cobra Museum for modern art, Amstelveen
- Gemeentemuseum Den Haag
- Groninger museum
- Kröller-Müller Museum, Otterlo
- Museum Boijmans van Beuningen, Rotterdam
- Rijksmuseum – Rijksprentenkabinet, Amsterdam
- Rijksmuseum Twenthe, Enschede
- Stadsgalerij Heerlen
- Stedelijk Museum Amsterdam
- Stedelijk Museum Schiedam
- Van Abbemuseum, Eindhoven

ヨーロッパの美術館
- Centre Georges Pompidou, Musée National dʼart moderne, Paris, France
- FRAC - le fonds régional dʼart contemporain et architecture de recherche - Orléans, France
- Krefelder Kunstmusea, Kaiser Wilhelm Museum, Krefeld, Germany
- Kunstmuseum Bochum, Bochum, Germany
- Kunsthalle in Emden, Germany
- Kunsten Museum of Modern Art Aalborg/Nordjyllands Kunstmuseum, Denmark
- Lehmbruck-Museum, Duisburg, Germany
- MACBA, Spain
- Museum Jorn, Silkeborg, Denmark
- Staatliche Museen, Neue Nationalgalerie, Berlin, Germany
- Tate Gallery, London
- Tate Modern, London

ヨーロッパ以外の美術館
- MoAFL、 ミュージアムオブアートフォートローダーデール 、米国
- SFMOMA、 サンフランシスコ近代美術館 、米国

## 受賞歴
これはコンスタントに与えられた賞のリスト 
- 1961年 シッケンズ賞（アルドファンエイクと共に）
- 1966年 ベネチアビエンナーレでのプレミオカルダッツォ
- 1971年 「 オレンジナッソー騎士団 」の王室賞（辞退）
- 1974年 ドローイングの功績が認められたDavidRöell賞
- 1985年 作品全体に対するシンガー賞
- 1991年 財団アーティストレジスタンス賞1942-1945
- 1994年 芸術デザインエンジニアリング基金から　Oeuvreアワード